# Hepatotoksyny
Hepatotoksyny (od gr. hepar, wątroba + toksyny) – substancje wykazujące hepatotoksyczność, czyli działające toksycznie na wątrobę.
Dzielone są na hepatotoksyny o działaniu bezpośrednim i pośrednim. W pierwszym przypadku na hepatocyt wywierany jest bezpośredni efekt uszkadzający lub niszczący jego organelle i strukturę, co prowadzi do martwicy lub stłuszczenia hepatocytu. Hepatotoksynami bezpośrednimi są m.in. tetrachlorometan, fosfor biały oraz chloroform. Hepatotoksyny pośrednie wywołują uszkodzenie hepatocytu na skutek odwrócenia lub zahamowania jego zasadniczych przemian metabolicznych, można je podzielić na dwa typy - cytotoksyczny i cholestatyczny. Niektóre toksyny wywołują zarówno efekt bezpośredni, jak i pośredni.
Objawami klinicznymi cytotoksycznego uszkodzenia wątroby są męczliwość, jadłowstręt, nudności, żółtaczka, powiększenie wątroby i śledziony, może rozwinąć się ostra niewydolność wątroby z wodobrzuszem, encefalopatią wątrobową oraz ryzykiem krwawienia do przewodu pokarmowego. Pośród istotnych odchyleń stwierdzanych w wynikach badań biochemicznych odnotowywany jest znaczny wzrost aktywności aminotransferaz. Typ cytotoksyczny uszkodzenia wątroby wywołują najczęściej: halotan, izoniazyd, tetrachlorometan, alkohol etylowy, toksyny grzybów (amanityna), niektóre leki przeciwpadaczkowe oraz rozpuszczalniki organiczne.
Cholestatyczne uszkodzenia wątroby mają objawy kliniczne takie same jak w innych postaciach cholestazy: żółtaczka, świąd skóry, powiększenie wątroby (niekiedy również śledziony). W wynikach badań stwierdzane jest umiarkowane podwyższenie aktywności aminotransferaz, zazwyczaj około trzykrotny wzrost aktywności fosfatazy zasadowej. Często stwierdzana jest również eozynofilia. Tę postać cholestazy wywołują najczęściej leki przeciwpadaczkowe i przeciwtarczycowe, leki uspokajające i antydepresyjne, niektóre antybiotyki (penicylina, erytromycyna, chloramfenikol), chemioterapeutyki (PAS, sulfonamidy), pochodne sulfonylomocznika, hormony steroidowe, antymetabolity, leki cytostatyczne, niektóre leki przeciwzakrzepowe, pochodne fenotiazyny. Niektóre substancje wywołują zarówno skutki cytotoksyczne, jak i cholestatyczne.

Wzór strukturalny jednej z nodularyn

Do hepatotoksyn należą, między innymi, toksyny sinicowe: mikrocystyny, nodularyny i cylindrospermopsyna. Mikrocystyny i nodularyny są najlepiej poznanymi cyjanotoksynami: do 2017 roku wyizolowano 246 analogów mikrocystyn oraz 10 nodularyn. Pod względem budowy chemicznej są one cyklicznymi peptydami zbudowanymi z aminokwasów (mikrocystyny z siedmiu, nodularyny z pięciu). Cylindrospermopsyna jest natomiast alkaloidem.
Małe dawki hepatotoksyn sinicowych mogą wywołać objawy poza wątrobą, w tym wysypkę, wymioty, biegunkę, gorączkę. Również nieduże dawki mogą powodować uszkodzenia wątroby. Systematyczne przyjmowanie małych dawek – na przykład z wody, w której wystąpiły zakwity – może prowadzić do powolnego uszkadzania wątroby, między innymi przez wywoływanie apoptozy hepatocytów. Skutkuje to krwawieniem, martwicą i nowotworami wątroby. Ostre zatrucie może prowadzić do śmierci. Działanie to jest szczególnie zauważalne w wątrobie, gdyż hepatotoksyny sinicowe słabo przenikają przez błony komórkowe, ale są transportowane do komórek wątroby przez nośniki kwasów żółciowych. Wewnątrzkomórkowe działanie mikrocystyn i nodularyn polega na hamowaniu działania fosfataz, co powoduje nadmierną fosforylację białek i rozregulowanie metabolizmu komórkowego.